# Gutian

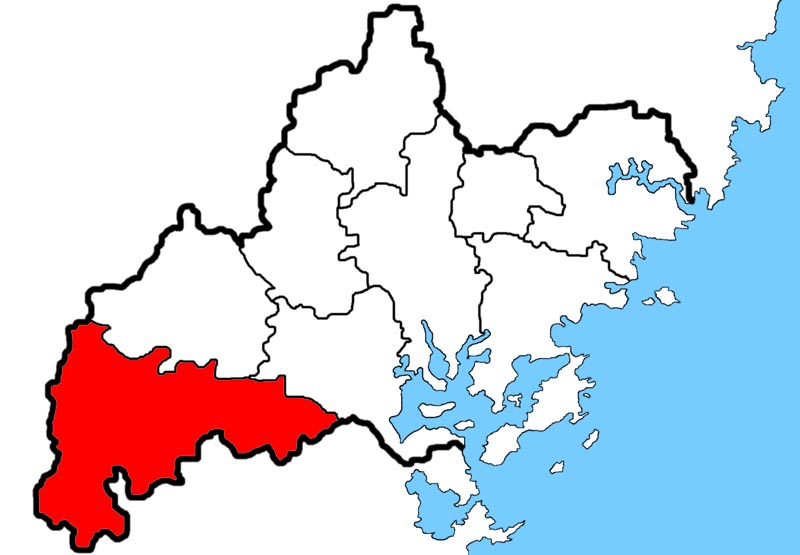
Kreis Gutian

Der Kreis Gutian (chinesisch 古田县, Pinyin Gǔtián Xiàn) ist ein Kreis der bezirksfreien Stadt Ningde der chinesischen Provinz Fujian. Er hat eine Fläche von 2.372 km² und zählt 323.771 Einwohner (Stand: 2020).